# Karpantea
Karpantea (Carpanthea N.E. Brown) – rodzaj roślin z rodziny pryszczyrnicowatych (Aizoaceae). Obejmuje dwa gatunki, choć w niektórych ujęciach wyróżniany jest tylko jeden gatunek – karpantea południowa C. pomeridiana. Niezależnie od ujęcia rośliny te są endemitami Prowincji Przylądkowej Zachodniej, a ich zasięg ogranicza się do wąskiego pasa wybrzeża. Rośliny te rosną w formacjach sandveld i fynbos.

## Morfologia
Rośliny roczne, sukulenty o pędach gęsto, biało owłosionych. Kwiaty okazałe, żółte wynoszone są w górę na długich szypułkach, otwierają się po południu.

## Systematyka
Pozycja systematyczna
Przedstawiciel rodziny pryszczyrnicowatych (Aizoaceae), w której obrębie zaliczany jest do podrodziny Ruschioideae i plemienia Apatesieae.
Wykaz gatunków
- Carpanthea calendulacea (Haw.) L.Bolus
- Carpanthea pomeridiana (L.) N.E.Br. – karpantea południowa[8]